# Thrakiska havet
Thrakiska havet eller Thrakiska sjön (grekiska: Θρακικό Πέλαγος, Thrakiko Pelagos; turkiska: Trakya Denizi) är den nordligaste delen av Egeiska havet. Havsområdet sträcker sig mellan Chalkidikehalvön i väster och Gallipolihalvön i öster. Sydgränsen är mindre väldefinierad. Namnet kommer från den historiska regionen Thrakien. Idag har både Grekland och Turkiet kuster och öar i havsområdet. 

## Öar
- Thasos
- Samothrake
- Gökçeada

## Bukter
- Ierissiviken
- Strymoniska viken
- Kavalaviken
- Sarosbukten

## Flodmynningar
- Struma
- Nestos
- Evros/Meric.